# 叱列長叉
叱列长叉（？—？），一作叱列长文、叱列长乂，代郡西部（今山西省朔州市）人，北齐、北周、隋朝官员。

## 生平
叱列长叉无大才干，为官清廉，在北齐官至侍中、开府、领军，封许昌王。天统五年（569年）二月乙丑，齐后主命侍中叱列长叉出使北周。武平末年，叱列长叉为侍中、开府仪同三司，改封新宁王。北齐灭亡，叱列长叉在北周担任上大将军，封新宁公。周静帝大象二年（580年）十二月丁巳，以叱列长叉和柱国杨雄、普安公韦謩、郕公梁士彦、武乡公崔弘度、大将军中山公宇文恩、濮阳公宇文述、渭原公和干子、任城公王景、渔阳公杨锐、上开府广宗公李崇、陇西公李询再为上柱国。隋文帝开皇年间，叱列长叉官至上柱国，于泾州刺史任上去世。

## 家庭

### 六世祖
- 叱列𨱎石，临江伯

### 曾祖
- 叱列亿弥，北魏越骑校尉、临江伯

### 祖父
- 叱列归，北魏临江伯

### 父亲
- 叱列平，北齐右卫将军、开府仪同三司、兖州刺史、瘿陶庄惠公[1]

### 兄弟姐妹
- 叱列孝中，北齐廮陶县侯
- 叱列毗沙，嫁北齐太傅、长乐文成王尉璨
- 叱列寔，北齐仪同三司、雍郑义三州刺史、卫尉卿、兴乐县开国男

### 子女
- 叱列旻
- 叱列善慧